# غوانجو سيتي
نادي غوانجو سيتي لكرة القدم (بالصينية: 广州城足球俱乐部) هو نادِ كرة قدم احترافي سابق كان يلعب في دوري السوبر الصيني. ويوجد مقر الفريق في غوانجو، غوانغدونغ، وملعبهم البيتي هو ملعب يويشيوشان الذي يتسع لـ18،000 متفرج. وكان للنادي أكثر مواسمه نجاحا في عام 2014 عندما حل ثالثا في الدوري وتأهله إلى دوري أبطال آسيا 2015.
في مارس 2023 تم حل نادي غوانجو سيتي بشكل نهائي.

## وصلات خارجية
- الموقع الرسمي نسخة محفوظة 3 مارس 2012 على موقع واي باك مشين. (بالصينية)